# Rio dos Patos (Goiás)
O Rio dos Patos é um rio brasileiro que banha o estado de Goiás, afluente do Rio das Almas.